# Кривнова, Ольга Фёдоровна
О́льга Фёдоровна Кривно́ва (12 января 1943 — 29 апреля 2021) — советский и российский лингвист, специалист в области структурной и прикладной лингвистики. Доктор филологических наук.

## Биография
Окончила с отличием филологический факультет Московского государственного университета им. М. В. Ломоносова в 1965 году (ОТиПЛ) по специальности «структурная и прикладная лингвистика» с присвоенной квалификацией «Лингвист, специалист в области структурной и прикладной лингвистики». После окончания аспирантуры филологического факультета в 1969 году работала на филологическом факультете сначала в должности младшего научного сотрудника, затем в должности старшего научного сотрудника с 1976 года по 2021 год.
Тема кандидатской диссертации «Некоторые особенности интонационной системы русского языка (на основе экспериментального исследования)», защищена в 1969 году, научный руководитель — профессор Пётр Саввич Кузнецов. Тема докторской диссертации «Ритмизация и  интонационное членение текста „в процессе речи-мысли“ (опыт теоретико-экспериментального исследования)», защищена в 2007 году. Имела звание «старший научный сотрудник», в 1997 году получила почетное звание «заслуженный научный сотрудник МГУ».
Научные интересы лежали в области общей и экспериментальной фонетики, производства, восприятия и акустики речи. Специальная сфера научных интересов — просодическая организация звучащей речи, компьютерная фонетика, автоматический  синтез и распознавание речи. О. Ф. Кривнова является автором и лектором ежегодных учебных курсов лекций по общей фонетике и автоматической обработке  звучащей речи на ОТиПЛ филологического факультета МГУ. Имеет более 100 публикаций в престижных научных журналах и сборниках.
Умерла 29 апреля 2021 года. Похоронена на Востряковском кладбище.

## Основные монографические публикации
- Алгоритмы преобразования русских орфографических текстов в фонетическую запись. М., МГУ, 1970, 130 с (совм. с Л. В. Златоустовой, С. В. Кодзасовым, И. Г. Фроловой).
- Современная американская фонология. М., МГУ, 1981. 194 с (совм. c С. В. Кодзасовым). 2-е изд., М., УРСС, 2004.
- Общая фонетика. М., 2001. 592 с (совм. с С. В. Кодзасовым).